# Kerstin Kowalski
Kerstin Kowalski, zeitweise verheiratet Kerstin El-Qalqili (* 25. Januar 1976 in Potsdam, DDR) ist eine ehemalige deutsche Ruderin.
Bei den Olympischen Sommerspielen 2000 und 2004 gewann sie mit dem Doppelvierer jeweils Gold. Die Goldmedaille von Sydney 2000 hatte sie gemeinsam mit ihrer Zwillingsschwester Manja Kowalski errungen. Außerdem wurde Kerstin El-Qalqili 1999, 2001 und 2002 Weltmeisterin auf den offenen Weltmeisterschaften (die Weltmeisterschaften der Junioren gewann sie 1994, die der unter 23-Jährigen 1995, 1996 und 1997). Während ihrer Karriere erruderte sie bei WM-Rennen meistens Goldmedaillen nur bei ihrem WM-Rennen in Mailand 2003 reichte es nur für die Bronzemedaille im Doppelvierer. Sie gilt weltweit als die beste Schlagfrau im Skullbereich.
Für ihre sportlichen Leistungen erhielt sie am 2. Februar 2001 auf dem  Petersberg das Silberne Lorbeerblatt. Bei der Verleihung durch Bundespräsident Johannes Rau hielt sie für die dekorierten Medaillengewinner der Olympischen und Paralympischen Sommerspiele die Dankesrede.
Sie ist die ehemalige Ehefrau des Ruderers Iradj El-Qalqili.